# 1997年度新城勁爆頒獎禮得獎名單
1997年度新城勁爆頒獎禮得獎名單列出《恒生勁爆Music World 新城勁爆頒獎禮1997》的得獎名單，這是香港新城電台舉辦的香港本地音樂頒獎典禮，設有34項大獎，合共51個獎座。

## 得獎名單

### 新城勁爆男歌手
- 黎　明
- 郭富城
- 古巨基
- 张学友

### 新城勁爆女歌手
- 陳慧琳
- 鄭秀文
- 彭　羚

### 新城勁爆組合
- Dry
- 草　蜢
- Beyond

### 新城勁爆亞洲男歌手
- 劉德華

### 新城勁爆亞洲女歌手
- 鄭秀文
- 王　菲

### 新城勁爆年度歌曲大獎
| 歌曲           | 主唱  | 作曲   | 填詞 | 編曲   | 監製   | 專輯   |
| -------------- | ----- | ------ | ---- | ------ | ------ | ------ |
| 只要為我愛一天 | 黎 明 | 雷頌德 | 林夕 | 雷頌德 | 雷頌德 | 《IF》 |

### 新城勁爆外國男、女歌手
- 男歌手：Elton John
- 女歌手：Madonna

### 新城勁爆外國男、女子組合
- 男子組合：Backstreet Boys
- 女子組合：Spice Girls

### 新城勁爆外國歌曲
- 《Candle in the Wind 1997》 - Elton John

### 新城勁爆卡拉OK外國歌曲
- 《That's Why You Go Away》- Michael Learn To Rock

### 新城勁爆卡拉OK本地歌曲
- 《明知故犯》 - 許美靜

### 新城勁爆大碟
- 《雪狼湖》 - 张学友

### 四台聯頒卓越表現獎
- 鄭中基

### 新人獎項

#### 新城勁爆新登場男歌手
- 謝霆鋒

#### 新城勁爆新登場女歌手
- 張惠妹

#### 新城勁爆新登場組合
- T&T

#### 新城勁爆新登場外國歌手
- Natalie Burks

### 新城勁爆大躍進男歌手
- 古巨基
- 陳曉東
- 蘇永康

### 新城勁爆大躍進女歌手
- 陳潔儀
- 楊千嬅
- 梁詠琪

### 新城勁爆國語男歌手
- 鄭中基

### 新城勁爆國語女歌手
- 許美靜

### 新城勁爆流行曲
- 《愛的呼喚》 - 郭富城
- 《想和你去吹吹風》 - 张学友
- 《只要為我愛一天》 - 黎明

### 新城勁爆情歌
- 《像我這樣的男人》 - 周華健
- 《好朋友》 - 梁漢文
- 《愛是永恆》 - 张学友

### 新城勁爆民歌
- 《開放》 - 黎明
- 《你令愛了不起》 - 黎明
- 《新居》 - 梁詠琪

### 新城勁爆搖滾
- 《請將手放開》 - Beyond
- 《我的天、我的歌》 - 許志安
- 《有效日期》 - 郭富城

### 新城勁爆跳舞歌曲
- 《國王的新歌》 - 郭富城
- 《全城效應》 - 鄭伊健
- 《星秀傳說》 - 鄭秀文

### 新城勁爆Tower Record勁賣大碟女歌手組別
- 《我們的主題曲》 - 鄭秀文

### 新城勁爆Tower Record勁賣大碟男歌手組別
- 《愛的呼喚》 - 郭富城

### 新城勁爆舞台演繹獎
- 《雪狼湖》 - 张学友

### 新城勁爆國語歌曲大獎
- 《中國人》 - 劉德華

### 新城勁爆殿堂大獎
- 盧冠廷